# Valle de San Juan (República Dominicana)
El Valle de San Juan es una región geográfica ubicada en la provincia de San Juan, al suroeste de la República Dominicana. Se extiende por una gran parte del territorio provincial, rodeado por las montañas de la Cordillera Central al norte y al este, y por la Sierra de Neiba al sur. Su relieve predominantemente plano, junto con su clima favorable, lo hace uno de los valles agrícolas más importantes del país.
El valle alberga tierras fértiles irrigadas principalmente por el río San Juan y sus afluentes. La ciudad de San Juan de la Maguana, capital provincial, se encuentra en el centro del valle y funciona como núcleo económico, administrativo y cultural de la región. Además de su valor productivo, el valle tiene una importante dimensión histórica y cultural para la identidad dominicana.

## Orígenes y desarrollo
Antes de la llegada de los españoles, el Valle de San Juan estaba habitado por comunidades taínas. Esta región era conocida por sus suelos ricos y por ser paso obligado entre los territorios del Cacicazgo de Maguana, gobernado por el cacique Caonabo. La presencia indígena dejó huellas arqueológicas en varios puntos del valle, incluyendo petroglifos, conucos y restos de aldeas.
Durante la colonización española, el valle fue escenario de encuentros entre los colonizadores y los pueblos originarios. En esta región se libraron importantes episodios de resistencia indígena, entre ellos las rebeliones lideradas por Caonabo. Tras el fortalecimiento del poder español, el valle fue utilizado para la ganadería y posteriormente, en menor medida, para cultivos traídos desde Europa.
A lo largo del siglo XIX, el valle adquirió relevancia estratégica y económica debido a su posición geográfica. Durante la Guerra de Restauración, fue utilizado como ruta de paso y refugio por fuerzas patriotas. Más adelante, en el siglo XX, el gobierno de Rafael Leónidas Trujillo promovió la expansión agrícola en la zona, desarrollando sistemas de riego y colonias agrícolas.

## Flora y Fauna
La Flora del Valle de San Juan presenta una vegetación diversa influida por su clima seco a semiárido y una altitud moderada. En las zonas bajas predominan los pastizales naturales, matorrales espinosos y arbustos adaptados a la sequía, como el guayacán, la cambronia y varias especies de cactus. En las áreas montañosas cercanas, especialmente en las estribaciones de la Cordillera Central, se desarrollan bosques secos y mixtos, donde son comunes especies como el pino criollo (Pinus occidentalis), endémico del país, así como árboles frutales y maderables introducidos para fines agrícolas y de reforestación.
Por otro lado, la Fauna refleja la biodiversidad característica de los ecosistemas secos, así como la influencia de las áreas boscosas cercanas. Entre los mamíferos presentes se encuentran especies como la jutía (Plagiodontia aedium), un roedor endémico y en peligro de extinción, además de diversos pequeños roedores y murciélagos. La avifauna es especialmente abundante, destacándose especies como el guaraguao, el zumbador esmeralda, así como varias especies de palomas, cotorras y cucús. En cuanto a los reptiles, el ecosistema alberga iguanas, lagartos y serpientes no venenosas. También se encuentran anfibios adaptados a las fuentes de agua estacionales que caracterizan la región.

## Economía
La economía del Valle de San Juan se basa principalmente en la agricultura, con cultivos como arroz, habichuelas, maíz y maní entre los más destacados. También se desarrollan actividades ganaderas en menor proporción. La producción agropecuaria abastece mercados nacionales y en algunos casos, es destinada a la exportación. Además, pequeñas empresas, comercios locales y servicios públicos complementan la dinámica económica del área, con la presencia del Estado a través de proyectos de desarrollo agrícola.